# Rio Adelaide
O rio Adelaide é um curso de água que banha o estado do Paraná, Brasil
O rio faz divisa dos municípios de Três Barras do Paraná e Catanduvas, pertencendo a bacia do rio Iguaçu e desaguando no mesmo no município de Três Barras do Paraná.